# Sparrenkegelzwam
De sparrenkegelzwam (Strobilurus esculentus) is een veel voorkomende oneetbare paddenstoel van het geslacht Strobilurus. De soort kan vaak in de lente aangetroffen worden onder gevallen kegelvruchten.

## Beschrijving
De hoed is bolrond, bruingrijs en bereikt een doorsnee van 1 tot 3 cm. Hij komt ook voor in gebroken wit of bruinzwart. De witte lamellen zitten dicht op elkaar, en vertonen golvingen. De sporen zijn wit. De stam is bruinachtig grijs met een bleke top.